# لوحة تحكم استضافة الويب

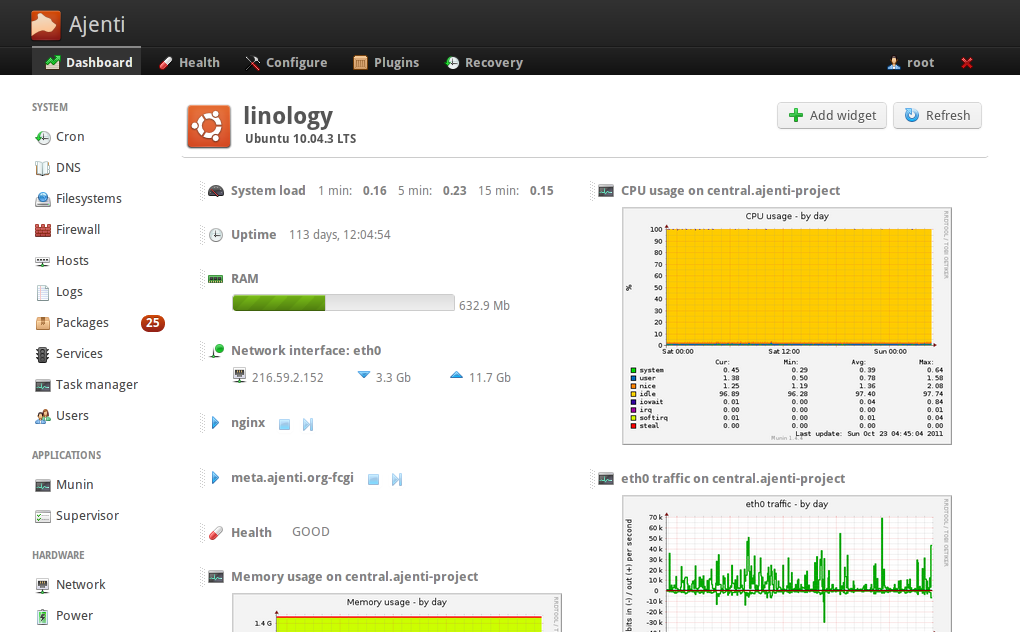

لوحة تحكم استضافة الويب (بالإنجليزية: Web hosting control panel)‏ وهي لوحة تحكم تتوفر في استضافة الويب واجهتها مبنية على الويب، وتقدم عادة من قبل شركة الاستضافة، وتتيح للمستخدمين إدارة كافة الخدمات الموفرة ومن نفس المكان.
بعض من المهام التي تتوافر عادة في لوحات التحكم:
- الدخول إلى سجلات الخادم.
- كافة المعلومات والتفاصيل عن معدل نقل البيانات.
- إعداد حسابات البريد الإلكتروني.
- حسابات مستخدمي بروتوكول نقل الملفات
- إدارة قواعد البيانات.
- إحصائيات المستخدمين باستخدام برامج تحليل السجلات.
- مدير ملفات